# HD225114
HD225114 — хімічно пекулярна зоря спектрального класу A0, що має видиму зоряну величину в смузі V приблизно  8,1.
Вона  розташована на відстані близько 1117,0 світлових років від Сонця.

## Пекулярний хімічний склад
Зоряна атмосфера HD225114 має підвищений вміст 
Si
.